# 肌肉
肌肉（拉丁語：Musculus）是一種能收縮的動物組織，屬於軟組織，由胚胎的中胚層發育而來。肌肉細胞有收縮纖維，會在細胞間移動，並改變細胞的大小。
肌肉分為骨骼肌、心肌和平滑肌三種，其功能皆為產生力並導致運動。心肌和平滑肌的收縮不經過意識控制且為生存所必需，例如心臟的收縮或是腸胃道的蠕動等。骨胳肌的自主收縮用來移動身體且能夠被精細地控制，例如眼睛的運動或大腿股四頭肌的總體運動。自主肌肉纖維分成快慢兩種，慢肌纖維可以持續較長的時間，但力量較小；快肌纖維收縮地較快，力量也較大，但也較快感到疲勞。

## 種類
人體的肌肉有三種：

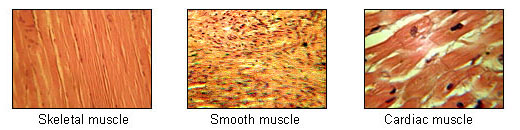
肌肉的種類（放大倍率不同）从左至右分别为：骨骼肌、平滑肌、心肌

- 骨骼肌（或稱「橫紋肌」或「隨意肌」）是通过肌腱固定在骨骼上，以用來影響骨骼如移動或維持姿勢等動作。平均而言，骨骼肌可達成人男性體重的42%，成人女性的36%[3]。
- 平滑肌（或稱「非隨意肌」）出現在食道、胃、腸臟、支氣管、子宮、尿道、膀胱、血管的內壁上，甚至也出現在皮膚上（用來控制毛髮的直立）。和骨骼肌不同，平滑肌不受意識所控制。
- 心肌也是一種「非隨意肌」，但在結構上則和骨骼肌較相近，且只在心臟內出現。

心肌和骨骼肌是条纹状的：它们的基本组成单位是肌小节（sarcomere），由肌小节规则排列成束状；但平滑肌卻不是这样，並沒有肌小節，也不是排成束狀。骨骼肌的排列為規則且相平行的束狀，而心肌則是以交錯、不規則的角度相連接（稱之為心肌間盤）。条纹状的肌肉有爆发力，而平滑肌一般来说是持续的保持紧缩。
骨骼肌可以被进一步的划分为两种类型：
- 第一型－慢肌，富含微血管、肌紅蛋白及線粒體，使其顏色呈現紅色。慢肌可以運載較多的氧氣，且支援有氧的運動。
- 第二型－快肌，又可分為三種主要的類型，其下依收縮速度由慢而快排序[4]：
  - 第IIa型，和慢肌一樣是有氧的，富含線粒體和微血管，且呈現紅色。
  - 第IIx型（亦稱為第IId型），含有較少的線粒體和肌紅蛋白，是人體內最快的肌肉類型。收縮地更快，且較有氧的肌肉更為有力，但只能維持較短的時間，在肌肉變得疼痛（時常被錯誤地歸因於乳酸的產生）之前做無氧的運動。[5]
  - 第IIb型，為無氧的、行糖解作用的「白色」肌肉，含有更少的線粒體和肌紅蛋白。在小動物如囓齒類的身上，這是它們快肌的主要類型，也因此它們的肉會是白色的。

## 解剖學

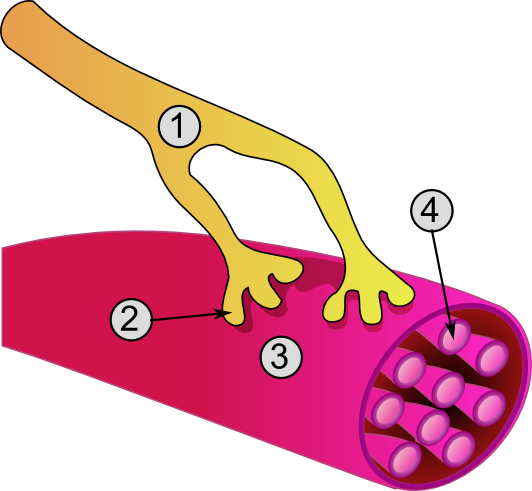
神經肌肉接合處與肌肉細胞整體結構：
1. 軸突
2. 神經肌肉接合處
3. 肌肉結締組織/肌肉細胞
4. 一束肌纖维

肌肉由肌肉細胞（也稱為肌纖維）組成。細胞中具有肌原纖維；肌原纖維包含肌節，而肌節由肌動蛋白和肌球蛋白組成。各自的肌肉細胞於肌內膜內排列成行。肌肉細胞由肌束膜捆綁在一起叫做肌束；這些束聚集在一起然後形成肌肉，由肌外膜排行。肌肉紡錘被分散至遍佈在肌肉裡，並對中枢神經系統提供反饋知覺資訊。
骨骼肌主要分佈在四肢及軀幹，例如肱二頭肌。它由腱連結到骨骼的突起。

## 健康

### 運動

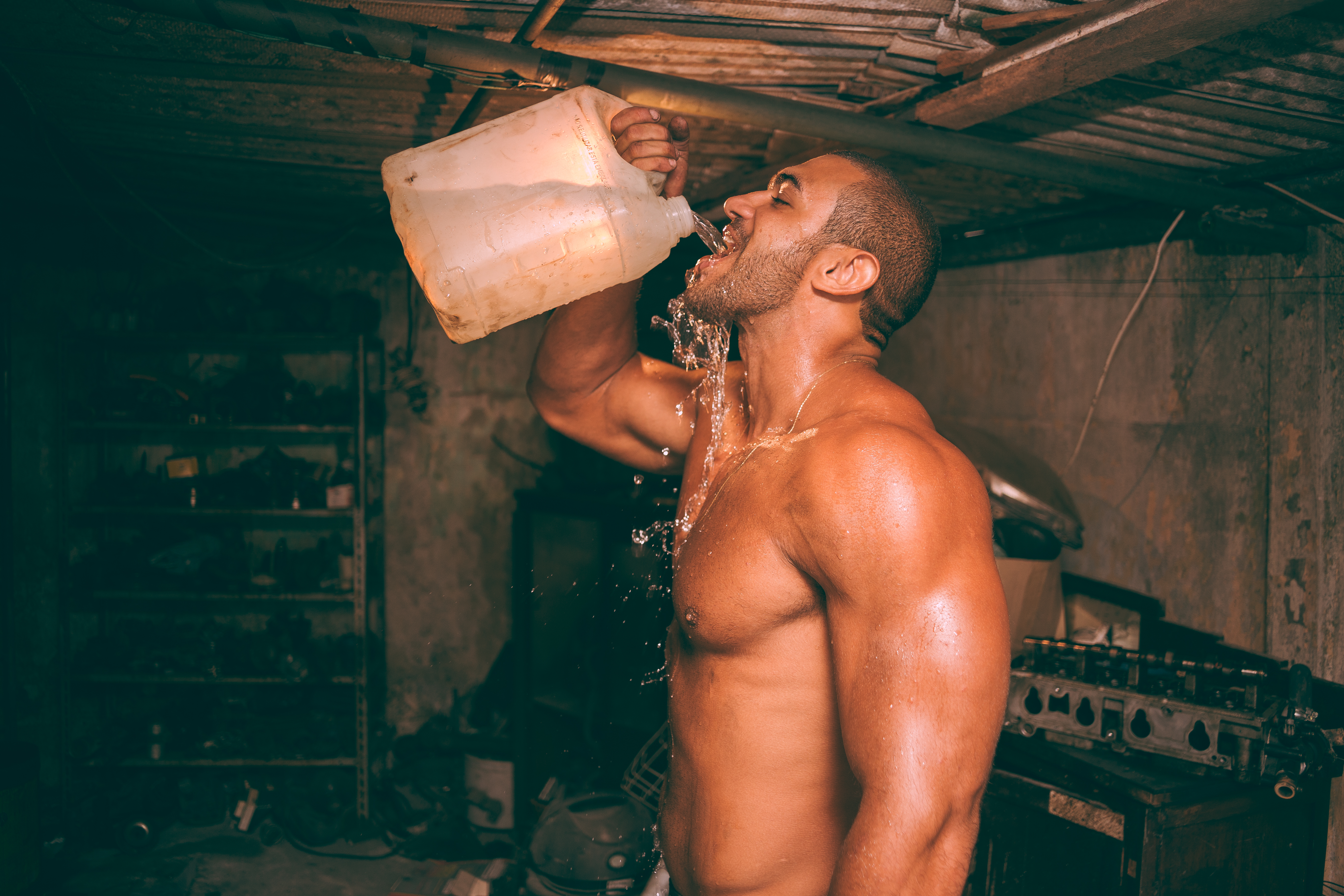
肌肉男子

運動可以加強運動神經的能力、健康、動作技能、體適能以及肌肉強度。運大概就對於肌肉、結締組織、骨骼和刺激肌肉的神經都有不同的效果。常見的效果是肌肉肥大，也就是肌肉直徑的增加，常應用在健美訓練中。
不同運動運用到的肌肉組織也有所不同。有氧運動是指長時間使肌肉運動在遠小於其最大壓縮強度的程度，馬拉松就是典型的例子。有氧運動主要依賴氧氣系統，用到的肌肉大部份是I型的慢肌，利用脂質、蛋白質和醣類為其能量來源，消耗大量的氧氣，會產生少量的乳酸。無氧運動則是在短暫時間內有很高的運動量，肌肉會運動在大於其最大壓縮強度的程度，例如短跑及舉重，無氧運動會用II型的快肌，主要是以ATP或葡萄糖為能量來源，消耗少量的氧氣、脂質和蛋白質，但會產生大量的乳酸，而且無法像有氧運動一樣的長時間運動，許多運動都包括了有氧運動及無氧運動，像足球就是一個例子。
乳酸的存在可以抑制肌肉中ATP的生成，乳酸雖然不會造成疲勞，但若細胞間的乳酸濃度過高時，會抑制甚至停止肌肉的運動。不過長期的訓練可以使肌肉新血管生成，提高肌肉排出代謝後物質的能力，同時維持肌肉的收縮。一旦乳酸由肌肉中移出，高濃度的儲存在肌原纖維時，乳酸可以作為其他肌肉或身體組織的能量來源，或是轉移到肝臟，代謝為丙酮酸。劇烈運動除了提高乳酸的濃度外，也使間質中靠近肌肉纖維處的鉀離子濃度提高。乳酸造成的酸化可以使力量恢復，因此乳酸不但不是造成疲勞的原因，相反的可以避免疲勞
。
遲發性肌肉痛是指運動後一至三天時有的疼痛或不適，一般會持續二至三天。之前多半認為乳酸堆積造成，但有一個較新的理論認為是因肌肉纖維离心收缩造成的小幅撕裂，或是因運動量過大所造成。因為乳酸很快就可以由肌肉中移除，因此不能說明運動後兩至三天還會有的疼痛。

### 肌肉增大
肌肉會因為一些因素的引發而增大，例如激素的刺激、生长因子、力量训练及疾病等。運動不會增加肌纖維的數量，肌肉生長是因為許多肌肉细胞生长形成的组合，方式是在已有的肌肉细胞上形成新的蛋白质长丝，由未分化的卫星细胞提供其質量。
像年齡及荷爾蒙量等生理因素也會影響肌肉的增大。男性在青春期時，因為體內控制生長的荷爾蒙量增加，會加速其肌肉的成長。自然的肌肉成長約在十八、十九歲停止。因為睾酮是身體主要的成長荷爾蒙，因此平均而言，男性的肌肉成長會比女性快很多。服用額外的睾酮或同化類固醇也會加速肌肉的成長。

### 疾病

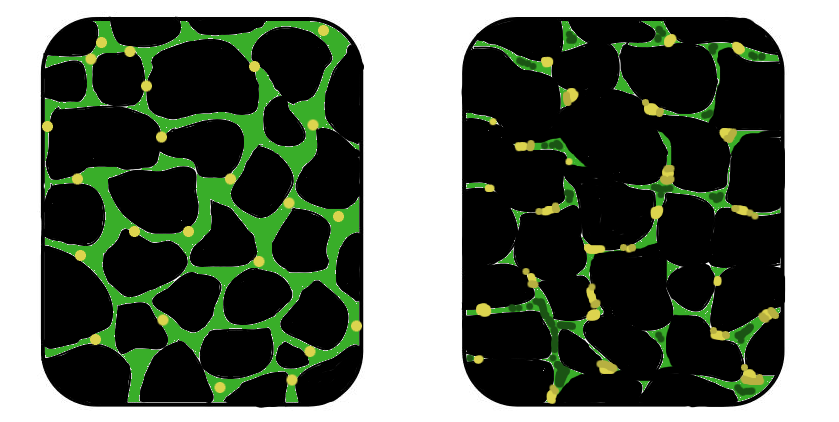
患有肌肉萎缩症的組織分佈較不規則，而且抗肌萎縮蛋白（圖中綠色處）明顯減少

神經肌肉疾病是指會影響肌肉及（或）對應神經控制的疾病。神經控制的問題有可能會導致痙攣或是癱瘓，依部位及特性的不同而定。大部份的神經系統疾病，從中風、帕金森氏症到克雅二氏病都可能導致運動或运动协调上的問題。
肌肉疾病的症狀包括肌肉無力、痙攣、肌陣攣及肌痛。診斷程序包括測試血液中的肌酸激酶，以及肌電圖的量測。有時可以用肌活組織檢查來找出肌病，也可以用基因檢測的方式，確認是否有有關特定肌病或肌肉營養不良有關的DNA異常。

## 人類最強壯的肌肉
根据“最强壮的”使用定义，人体内许多不同种类的肌肉可以被认定为“最强壮的肌肉”。
通常情况下，肌肉“力量”是指对外部物体施加力量的能力；如举起一个重物。根据这种定义，嚼肌（masseter）是最强壮的肌肉。1992年吉尼斯世界纪录纪录了一个达到了975 lbf（4337 N）的力量，该力量维持了2秒钟。使嚼肌区别于其他不同肌肉的并不是嚼肌本身，而是因为它拥有比其他肌肉以更短的杠杆施力的优势。

## 肌肉的演化
根据1999年出版的一项研究，轮廓和心臟这两类肌肉的专业形式在脊椎动物与节肢动物进化线分离之时以前就形成了。这表明这些类肌肉曾经由7亿年以前的一个共同祖先那里发展来的。同时发现脊椎动物的平滑肌（在人体里发现的平滑肌）是从轮廓和心脏的肌肉独立逐步形成的。

## 註解
1. ↑  . 東吳大學.   [2014-02-11]. （原始内容存档于2016-03-04） （中文）.
2. ↑  . 肌肉網.   [2014-02-11]. （原始内容存档于2021-03-04） （中文）.
3. ↑  Marieb, Elaine; Hoehn, Katja.  7th. Pearson Benjamin Cummings. 2007: 317. ISBN 0805353879.
4. ↑  Larsson, L; Edstrom L, Lindegren B, Gorza L, Schiaffino S. . The American Journal of Physiology. July 1991, 261 (1 pt 1): C93–101  [2006-06-11]. PMID 1858863. （原始内容存档于2009-09-06）.
5. ↑  Smerdu, V; Karsch-Mizrachi I, Campione M, Leinwand L, Schiaffino S. . The American Journal of Physiology. December 1994, 267 (6 pt 1): C1723–1728  [2006-06-11]. PMID 7545970. （原始内容存档于2009-04-21）.  Note: Access to full text requires subscription; abstract freely
6. ↑  Nielsen, OB; Paoli, F; Overgaard, K. . Journal of Physiology. 2001, 536 (1): 161–6. PMC 2278832 . PMID 11579166. doi:10.1111/j.1469-7793.2001.t01-1-00161.x.
7. ↑  Robergs, R; Ghiasvand, F; Parker, D. . Am J Physiol Regul Integr Comp Physiol. 2004, 287 (3): R502–16. PMID 15308499. doi:10.1152/ajpregu.00114.2004.
8. ↑  
. 運動生理週訊. 2002-06-22  [2014-02-15]. （原始内容存档于2021-04-18） （中文）.
9. ↑  Poole, RM (编). . Washington, DC: National Geographic Society. 1986: 307–311. ISBN 0-87044-621-5.

## 外部連結
- The Straight Dope （页面存档备份，存于）（Masseter "strongest;" 975 pounds for 2 seconds; gluteus maximus and quadriceps strongest if leverage not included）
- Physics factbook （页面存档备份，存于）（Heart output 1.3 to 5 watts, lifetime output 2 to 3 ×109 joules）
- Alaska optometric association（External eye muscles "100 times as strong as they need to be"）
- course notes for a Virginia Commonwealth dance course （页面存档备份，存于）（Quadriceps "strongest"）
- a body-building equipment website（Quadriceps "strongest"）
- University of Dundee article on performing neurological examinations（Quadriceps "strongest"）
  - course notes from a Hartnell College course（Uterus "strongest pound for pound"）
- the Pregnancy Today website（Uterus "strongest"）
- Muscle efficiency in rowing
- "Gatorade Sports Science Institute" on muscle efficiency in cyclists (PDF)[永久]